# Karl Kautsky
Karl Kautsky (født 18. oktober 1854 i Prag, død 17. oktober 1938 i Amsterdam) var en af de førende teoretikere indenfor socialismen i Europa på sin tid, samt en fremtrædende person i det tyske socialdemokratiske parti (SPD) fra slutningen af 1800-tallet til sin død i 1938.
Han blev regnet som den førende teoretiker i den Anden Internationale og havde stor betydning for den socialistiske debat i en lang periode. Bl.a. førte hans idéer til den politiske ideologi centrisme.

## Eksterne links
- Wikimedia Commons har flere filer relateret til Karl Kautsky